# .bq
.bq — запланований національний домен верхнього рівня для островів Бонейр, Саба і Сінт-Естатіус (Нідерландські Антильські острови). Затверджено 15 грудня 2010 року. Це рішення прийняли відразу після розпуску автономії Нідерландські Антильські острови та присвоєння 10 жовтня 2010 року Бонейру, Сабе і Сінт-Естатіусу нового статусу спеціальних муніципалітетів Королівства Нідерландів. Нині[коли?] всі три муніципалітети використовують національні домени верхнього рівня Нідерландських Антильських островів (.an) і Королівства Нідерландів (.nl).